# واحدهای اندازه‌گیری بریتانیایی

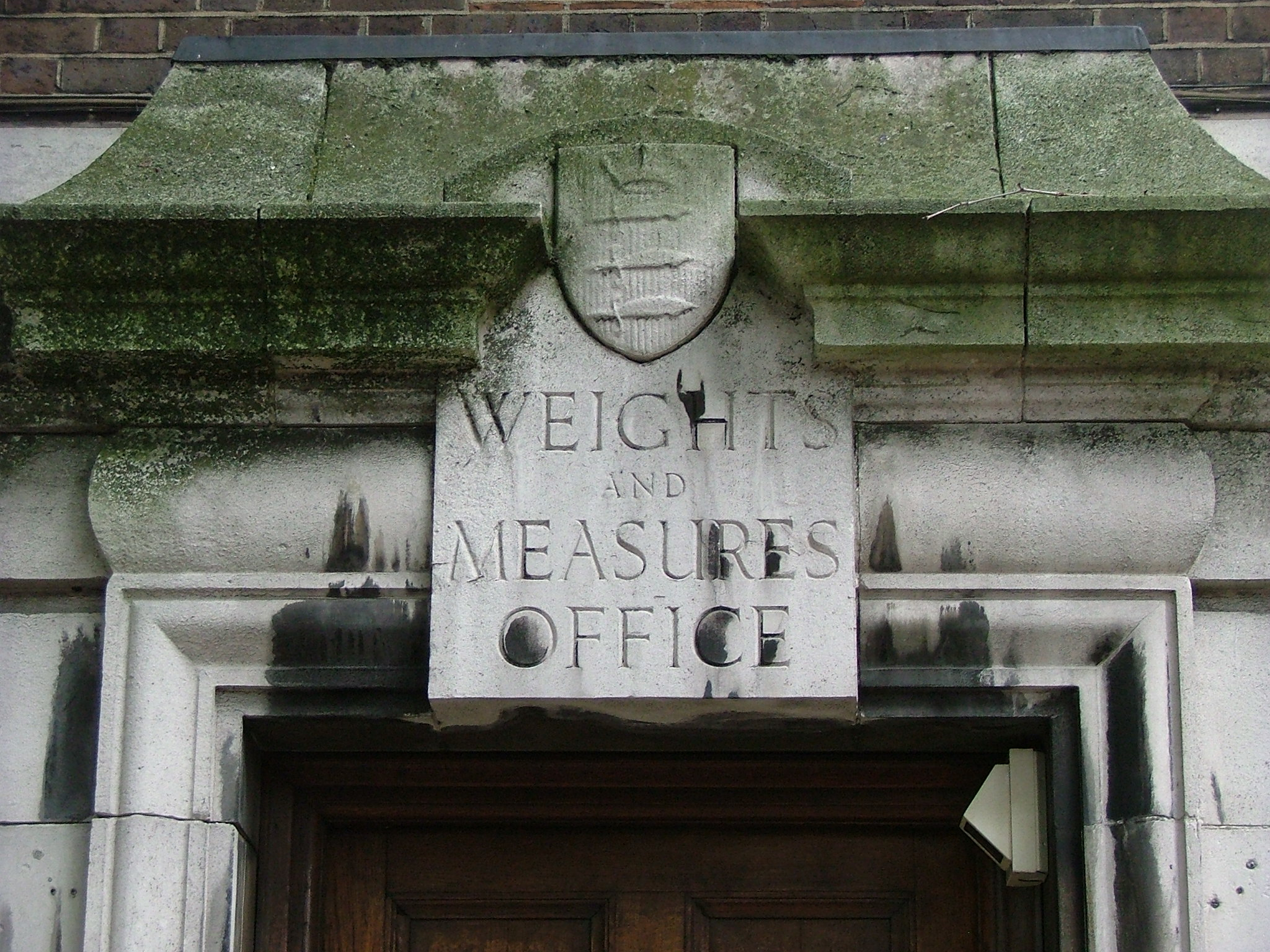
اداره سابق اندازه و وزن در شهر لندن

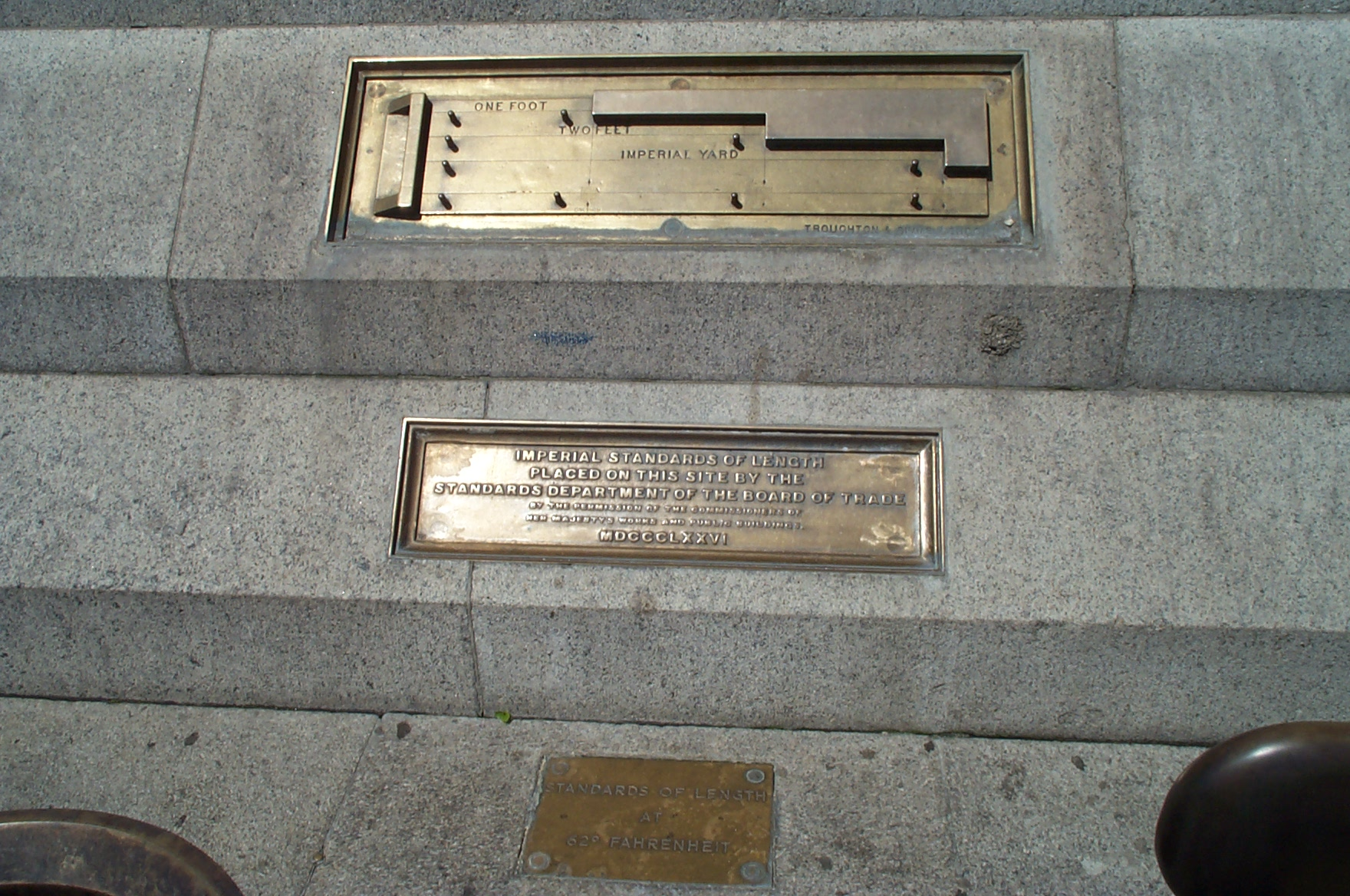
دستگاه اندازه‌گیری طول مربوط به ۱۸۷۶ میلادی در شهر لندن

دستگاه امپراتوری یا دستگاه بریتانیایی (به انگلیسی: Imperial units) به مجموعه واحدهای اندازه‌گیری‌ای گفته می‌شود که در گذشته تمام مناطقی که زیر مجموعه امپراتوری بریتانیای کبیر بودند از آن برای اندازه‌گیری طول و وزن و غیره استفاده می‌کردند که البته در سده ۲۰ میلادی به مرور از تعداد کشورها و مناطق تحت سلطه امپراتوری بریتانیای کبیر کاسته شد و آنها به دستگاه متریک روی آوردند و در سال ۲۰۱۱ فقط انگلستان از این دستگاه استفاده می‌کند.
یکای امپراتوری در اصل در طول تاریخ تغییر یافته یکای انگلیسی است که در دوران امپراتوری بریتانیا به صورت جهانی استفاده می‌شده‌است.